# Dadon
Dadon, voluit Dadon Dawadolma (Tibet, 1968/9) is een Tibetaans zangeres van Tibetaanse muziek en filmactrice.
Ze nam zes albums op in Tibet. In haar muziek, die zich kenmerkt door een combinatie van populaire en traditionele folk, liet ze zich kritisch uit over de situatie in haar land, waarna ze door de Chinese autoriteiten als staatsondermijnend werd gezien. In 1992 besloot ze daarom te vluchten en kreeg ze politiek asiel in de Verenigde Staten (Middletown, Connecticut). In 1997 trad op tijdens de editie in New York van het Tibetan Freedom Concert.

## Film
Dadon werkte mee aan verschillende films.
In 1998 speelde ze de hoofdrol als Dolkar in de Amerikaanse speelfilm Windhorse van regisseur Paul Wagner.
Ze componeerde de filmmuziek van de speelfilm Samsara uit 2001 van regisseur Pan Nalin. In 2006 was ze verteller in de documentaire Vajra Sky Over Tibet van regisseur John Bush.
- Library of Congress Control Number: no2011013601
- Nederlandse Thesaurus van Auteursnamen: 285528688
- Virtual International Authority File: 290336961